# Jean-Raymond Abrial

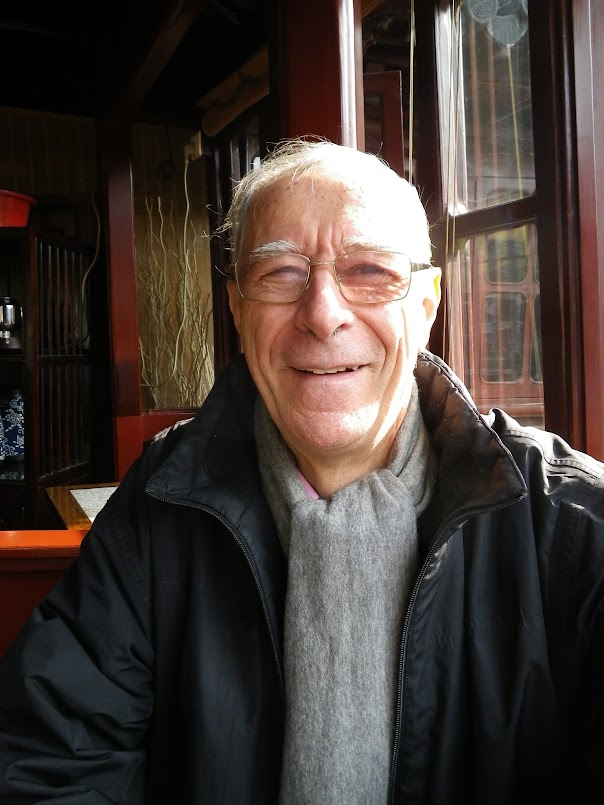
Jean-Raymond Abrial (2012)

Jean-Raymond Abrial (* 6. November 1938 in Versailles; † 26. Mai 2025 in Marseille) war ein französischer Informatiker.
Er wurde bekannt für die Entwicklung der Formalen Methoden Z-Notation und B sowie Event-B, die auf B aufbaut.

## Leben
Jean-Raymond Abrial absolvierte 1958 die polytechnische Schule in Grenoble und studierte an der Universität in Grenoble Meerestechnik. Von 1963 bis 1965 absolvierte er sein Masterstudium in Informatik an der US-amerikanischen Stanford University. Er arbeitete als Konsulent in der Industrie und ab 1979 in Tony Hoares Forschungsgruppe an der britischen University of Oxford. 2004 bis 2009 war Abrial an der ETH Zürich.
Abrials Methoden kommen in sicherheitskritischen System vor allem im Transportwesen zum Einsatz, so zum Beispiel in der ersten fahrerlosen U-Bahn in Shanghai und in Metropolen wie Paris, Hongkong oder New York. Mit seiner 1974 veröffentlichten Publikation Data Semantics legte Abrial den Grundstein zu einem formalen Zugang zur Datenmodellierung.

## Anerkennungen
- 2006: Aufnahme in die Academia Europaea[7]
- 2008: Ehrendoktorat der Université de Sherbrooke, Fakultät für Naturwissenschaften[8]
- 2016: National Science and Technology International Cooperation Award der Volksrepublik China[9]

## Schriften (Auswahl)
- Modeling in Event-B: system and software engineering. Cambridge University Press, 2010 (PDF-Version).
- The B-book. Cambridge University Press, 1996.
- Rodin: an open toolset for modelling and reasoning in Event-B. In: International journal on software tools for technology transfer. Vol. 12, 2010, S. 447–466, doi:10.1007/s10009-010-0145-y (PDF-Version).
- Data semantics. Université scientifique et médicale, 1974.